# ريتشي مورغان
ريتشي مورغان (بالإنجليزية: Richie Morgan)‏ (3 أكتوبر 1946 بكارديف في المملكة المتحدة - ) هو لاعب كرة قدم بريطاني في مركز الدفاع. لعب مع كارديف سيتي وCardiff Corinthians F.C. ‏.

## وصلات خارجية
- ريتشي مورغان على موقع قاعدة بيانات كرة القدم.إي يو (الإنجليزية)
- ريتشي مورغان على موقع Soccerbase.com (لاعب) (الإنجليزية)